# Диаграмма Исикавы
Диаграмма Исикавы (диаграмма «рыбьей кости» (англ. Fishbone Diagram); причинно-следственная диаграмма (англ. Cause and Effect Diagram); диаграмма анализа корневых причин; фишикава) — один из основных инструментов измерения, оценивания, контроля и улучшения качества производственных процессов.
Входит в «Семь инструментов контроля качества» (контрольная карта, диаграмма Парето, гистограмма, контрольный лист, расслоение, диаграмма рассеяния).

## Описание метода
Диаграмма Исикавы — графический способ исследования и определения наиболее существенных причинно-следственных взаимосвязей между факторами и последствиями в исследуемой ситуации или проблеме. Диаграмма названа в честь одного из крупнейших японских теоретиков менеджмента профессора Каору Исикавы, который предложил её в 1952 году (по другим данным — в 1943 году) как дополнение к существующим методикам логического анализа и улучшения качества процессов в промышленности Японии.
Исикава является одним из разработчиков новой концепции организации производства, воплощённой на фирме «Toyota». Предложенная профессором Исикавой схема ясно показывает работу над улучшением качества производственных процессов. Она, как и большинство инструментов качества, является средством визуализации и организации знаний, которое систематическим образом облегчает понимание и конечную диагностику определённой проблемы.
Такая диаграмма позволяет выявить ключевые взаимосвязи между различными факторами и более точно понять исследуемый процесс. Диаграмма способствует определению главных факторов, оказывающих наиболее значительное влияние на развитие рассматриваемой проблемы, а также предупреждению или устранению действия данных факторов.
Схема находит широкое применение при разработке новой продукции, с целью выявления потенциальных факторов, действие которых вызывает общий эффект.
Вид диаграммы при рассмотрении поля исследуемой проблемы действительно напоминает скелет рыбы (глаза обычно движутся слева направо, как при чтении строки текста). Проблема обозначается основной стрелкой. Факторы, которые усугубляют проблему, отражают стрелками, покосившимися к основной вправо, а те, которые нейтрализуют проблему — с наклоном влево. При углублении уровня анализа к стрелкам факторов могут быть добавлены стрелки влияющих на них факторов второго порядка и т. д. На рисунке отражен такой пример с двумя уровнями костей: красным цветом обозначены 1-й уровень — главные (коренные): a, b, c, d, а синим 2-й уровень — углублённые (детализирующие) причины (факторы) исследуемого влияния на результат (среди факторов 2-го уровня являются, как те, которые усиливают действие 1-го уровня — e, f, g, h, i, l, m, o, p, так и те, что её ослабляют — k, n).
Далее углубляют разделение обнаруженных факторов по их возрастающей специфичности до тех пор, пока ветви проблемы подвергаются дополнительному разделу (при этом необходимо выявлять истинные причины, а не симптомы).
Ключевая задача заключается в том, чтобы иметь от трёх до шести основных категорий, которые охватывают все возможные влияния. Фактически максимальная глубина такого дерева достигает четырёх или пяти уровней. Когда такая создаваемая диаграмма является полной, она воспроизводит достаточно полную картину всех возможных основных причин определённой проблемы.
Диаграмма Исикавы используется как аналитический инструмент для просмотра действия возможных факторов и выделение наиболее важных причин, действие которых порождает конкретные следствия и поддается управлению (см. материалы семинара «Вопросы стандартизации, аккредитации и качества»).
Работа с диаграммой Исикавы проводится в несколько этапов:
- выявление и сбор всех факторов и причин, каким-либо образом влияющих на исследуемый результат;
- группировка факторов по смысловым и причинно-следственным блокам;
- ранжирование этих факторов внутри каждого блока;
- анализ полученной картины;
- «освобождение» факторов, на которые мы не можем влиять;
- игнорирование малозначимых и непринципиальных факторов.

Чтобы более эффективно выявить и добавить возможные причины в состав основных, а также более конкретно детализировать возможные первопричины ответвлений «основной кости» традиционно применяют метод стимулирования генерации творческих идей, известный как «мозговой штурм». Типичным применением такого метода является выполнение рисунка диаграммы на доске руководителем команды, который первым определяет основные проблемы и просит о помощи у группы сотрудников с целью определения основных причин, которые схематично обозначены на основной кости диаграммы, и их детализации. Группа предоставляет предложения пока, в конечном счёте, не будет заполнена вся причинно-следственная диаграмма. После завершения обсуждения решают, что является наиболее вероятной корневой причиной проблемы.